# Club Voleibol Haro 2015-2016
Questa voce raccoglie le informazioni riguardanti il Club Voleibol Haro nelle competizioni ufficiali della stagione 2015-2016.

## Organigramma societario
Area direttiva
- Presidente: Águeda Crespo

Area tecnica
- Allenatore: Hugo Gotuzzo
- Allenatore in seconda: Alberto Avellaneda
- Scout man: Ismael Merino

Area sanitaria
- Fisioterapista: Eduardo García

## Rosa
| N° | Nome              | Ruolo | Data di nascita  | Nazionalità sportiva |
| -- | ----------------- | ----- | ---------------- | -------------------- |
| 1  | María Figueroa    | P     | 2 aprile 1996    | Spagna               |
| 2  | Carlota García    | C     | 21 febbraio 1992 | Spagna               |
| 3  | Ana Belén Pérez   | C     | 17 marzo 1991    | Spagna               |
| 4  | Danira Costa      | P     | 7 gennaio 1992   | Spagna               |
| 5  | Maira Westergaard | S     | 26 ottobre 1990  | Argentina            |
| 6  | María Schelegel   | C     | 29 agosto 1997   | Spagna               |
| 7  | Nuria Lopes       | S/O   | 9 dicembre 1991  | Portogallo           |
| 9  | Celia Bedmar      | S     | 24 dicembre 1991 | Spagna               |
| 10 | Esther Manso      | S     | 1999             | Spagna               |
| 11 | Rocío Gómez       | S     | 30 dicembre 1987 | Spagna               |
| 13 | Patricia Llabrés  | L     | 15 aprile 1996   | Spagna               |